# Коможно
Коможно (пол. Komorzno, нім. Reinersdorf) — село в Польщі, у гміні Волчин Ключборського повіту Опольського воєводства.
Населення — 749 осіб (2011).

## Демографія
Демографічна структура станом на 31 березня 2011 року:
|          | Загалом | Допрацездатний вік | Працездатний вік | Постпрацездатний вік |
| -------- | ------- | ------------------ | ---------------- | -------------------- |
| Чоловіки | 362     | 63                 | 267              | 32                   |
| Жінки    | 387     | 85                 | 225              | 77                   |
| Разом    | 749     | 148                | 492              | 109                  |